# Sturmpanzer II
15 cm s.I.G.33B Sfl, известная также как Штурмпанцер II (нем. Sturmpanzer II, StPzII), германская самоходная артиллерийская установка периода Второй мировой войны. Относилась к классу самоходных гаубиц, формально классифицировалась как штурмовое орудие.

## Производство и боевое применение
Была создана в 1940 году путём установки пехотного орудия sIG 33 на шасси лёгкого танка Panzerkampfwagen II фирмой «Alkett».
В 1940 году Alkett создал прототип 150-мм самоходной пушки sIG 33 на шасси танка PzKpfw II Ausf. B. Первоначально пушка с колёсами была размещена над корпусом танка, однако это решение оказалось безуспешным. В следующем прототипе с середины года пушка без колёс была размещена внутри открытого корпуса и имела угол выстрела от −1,5° до 70° по вертикали и 13° по горизонтали. Испытания опытного образца показали, что его шасси перегружено, двигатель перегревается, и внутри корпуса остается очень мало места. Именно поэтому Штурмпанцер II испытательной серии получили недавно построенное шасси на основе компонентов PzKpfw II, увеличенное на 600 и расширенное на 320 мм. Расширение шасси заставило добавить шестую пару опорных катков. Чтобы увеличить внутреннее пространство, двигатель был установлен поперечно корпуса. Открытые закрылки над двигателем улучшали охлаждение, но в жарком климате этого было недостаточно. Бронирование рубки было выполнено из броневых листов толщиной 15 мм, лобовых в 30 мм, а верхняя часть была открытой. Запас боеприпасов составлял 10 снарядов для 150-мм гаубицы (30, согласно более старому источнику).
Проведённые модификации означали, что шасси танков PzKpfw II, снятых с вооружения, не могло быть использовано для создания новых САУ без кардинальных изменений. Несмотря на расширение корпуса, пространство внутри него оставалось все ещё слишком тесным для 150-мм орудия. Поэтому в декабре 1941 и январе 1942 года на заводе Alkett было выпущено всего 12 экземпляров пробной серии.
Первые 7 самоходных установок были сданы в декабре 1941 года, оставшиеся 5 — в январе 1942 года. Все выпущенные Sturmpanzer II распределили по 707-й и 708-й батареям тяжёлых пехотных орудий, которые были отправлены в Германский Африканский корпус. Первой на фронт отправилась 708-я моторизованная батарея sIG. Случилось это в феврале 1942 года. В Северной Африке батарею включили в состав 90-й лёгкой дивизии. В апреле 1942 года в 90-ю лёгкую дивизию попала и 707-я моторизованная батарея. Показали себя неудачной конструкцией из-за крайней перегрузки базового шасси. Не стоит удивляться, что в условиях Африки 15 cm sIG 33 B Sfl стали для экипажей источником непрекращающейся головной боли. Из строя самоходные установки стали выходить ещё до того, как вступили в бой. В конце мая командование 90-й лёгкой дивизии доложило, что обе батареи фактически небоеспособны. Машины испытывали проблемы с моторами и вечно перегревались. Если с мотором хоть что-то можно было сделать, то с низкой манёвренностью приходилось просто мириться. Одним словом, к Северной Африке данная машина оказалась совершенно не приспособлена.
К концу октября 1942 года из 12 машин в строю осталось 8. После того, как англичане под Эль-Аламейном перешли в контрнаступление, не особо удачная боевая карьера 15 cm sIG 33 B Sfl и вовсе быстро закатилась. Ко 2 декабря все эти машины оказались потеряны, причем большинство — по техническим причинам. 6 САУ достались англичанам на сборном пункте аварийных машин. Позже несколько установок оказалось в египетской армии. Последняя 15 cm sIG 33 B Sfl была уничтожена в 1948 году в ходе войны за независимость Израиля.

## В стендовом моделизме
Ark models(Россия) 1/35, моделист(Россия) 1/35